# Niobidzi

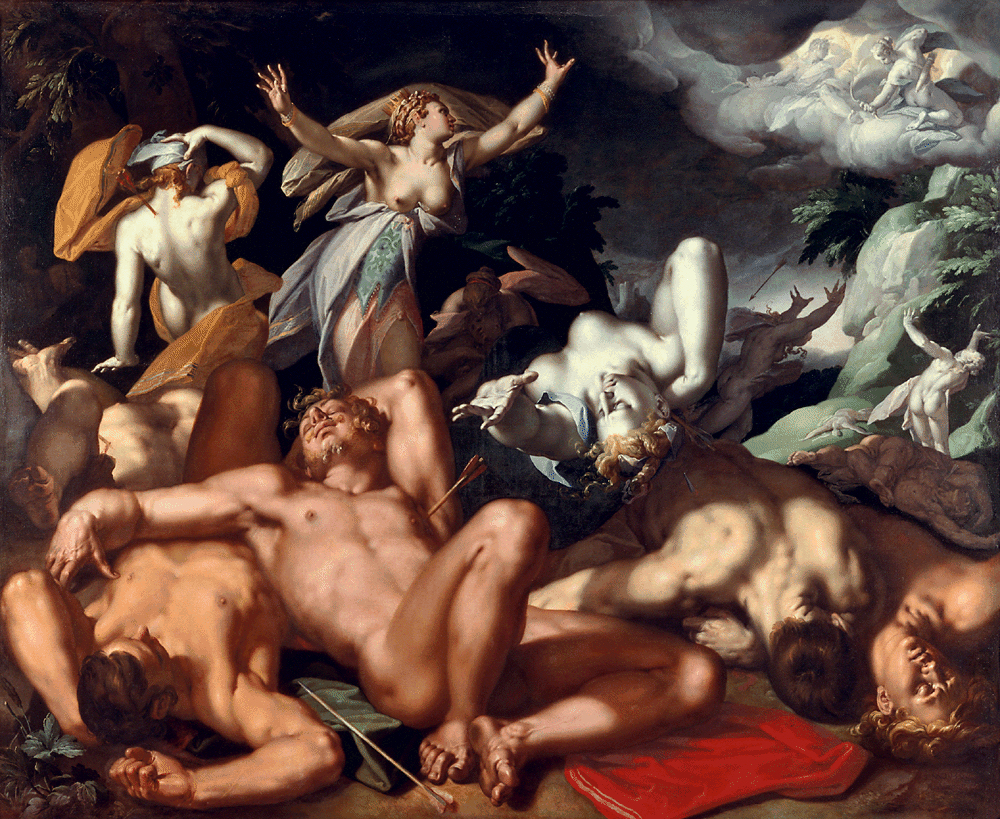
Scena zabójstwa Niobidów (Abraham Blomaert, 1591)

Niobidzi – w mitologii greckiej siedmiu synów i siedem córek tebańskiej królowej Niobe, zwani tak od imienia matki.
Niobidzi pochodzili od króla Amfiona z Orchomenos i Niobe. Para ta doczekała się wedle najpopularniejszej wersji mitu siedmiu synów i siedmiu córek, choć u różnych autorów podawane są różne ich liczby. Najmniej potomstwa wymienia Herodor z Heraklei, znający tylko dwóch synów i 3 córki. U Homera jest ich 12 (sześciu synów, 6 córek), a u tragików liczba ta dochodzi do dwudziestu (ta sama proporcja płci). Wśród chłopców wymieniane są następujące postacie:
- Sipylos
- Eupinytos
- Ismenos
- Damasichton
- Alfenoros
- Agenor
- Fajdimos
- Tantal

Córkami Niobe i Amfiona były natomiast:
- Etodaja/Neajra
- Kleodoksa
- Astyoche
- Ftia
- Pelopia
- Astykrateja
- Ogygia
- Chloris

Drzewo genealogiczne Niobidów
|                  |                  |                  |                  |                  |                  |  |  | | | Zeus | | | |        |        |       |       |  |  |  |  |  |  |  |  |
|                  |                  |                  |                  |                  |                  |  |  | | | | | | |        |        |       |       |  |  |  |  |  |  |  |  |
| Iasos            | Iasos            | Iasos            | Iasos            | Iasos            | Iasos            |  |  | | | Tantal | Tantal | Tantal | Tantal | Tantal | Tantal |       |       |  |  |  |  |  |  |  |  |
| Iasos            | Iasos            | Iasos            | Iasos            | Iasos            | Iasos            |  |  | | | Tantal | Tantal | Tantal | Tantal | Tantal | Tantal |       |       |  |  |  |  |  |  |  |  |
| Amfion           | Amfion           | Amfion           | Amfion           | Amfion           | Amfion           |  |  | | | | | Niobe | Niobe | Niobe  | Niobe  | Niobe | Niobe |  |  |  |  |  |  |  |  |
| Amfion           | Amfion           | Amfion           | Amfion           | Amfion           | Amfion           |  |  | | | | | Niobe | Niobe | Niobe  | Niobe  | Niobe | Niobe |  |  |  |  |  |  |  |  |
|                  |                  |                  |                  |                  |                  |  |  | | | | | | |        |        |       |       |  |  |  |  |  |  |  |  |
|                  |                  |                  |                  |                  |                  |  |  | | | | | | |        |        |       |       |  |  |  |  |  |  |  |  |
| Chloris, Amyklas | Chloris, Amyklas | Chloris, Amyklas | Chloris, Amyklas | Chloris, Amyklas | Chloris, Amyklas |  |  | Sipylos, Eupinytos, Ismenos, Damasichton, Agenor, Fajdimos, Tantal, Etodaja/Neajra, Kleodoksa, Astyoche, Ftia, Pelopia, Astykrateja, Ogygia | Sipylos, Eupinytos, Ismenos, Damasichton, Agenor, Fajdimos, Tantal, Etodaja/Neajra, Kleodoksa, Astyoche, Ftia, Pelopia, Astykrateja, Ogygia | Sipylos, Eupinytos, Ismenos, Damasichton, Agenor, Fajdimos, Tantal, Etodaja/Neajra, Kleodoksa, Astyoche, Ftia, Pelopia, Astykrateja, Ogygia | Sipylos, Eupinytos, Ismenos, Damasichton, Agenor, Fajdimos, Tantal, Etodaja/Neajra, Kleodoksa, Astyoche, Ftia, Pelopia, Astykrateja, Ogygia | Sipylos, Eupinytos, Ismenos, Damasichton, Agenor, Fajdimos, Tantal, Etodaja/Neajra, Kleodoksa, Astyoche, Ftia, Pelopia, Astykrateja, Ogygia | Sipylos, Eupinytos, Ismenos, Damasichton, Agenor, Fajdimos, Tantal, Etodaja/Neajra, Kleodoksa, Astyoche, Ftia, Pelopia, Astykrateja, Ogygia |        |        |       |       |  |  |  |  |  |  |  |  |

Ich szczęśliwa matka była z nich bardzo dumna, wręcz pyszniła się tak licznym i urodziwym potomstwem. Doszło do tego, że zaczęła szydzić z Leto, matki dwojga dzieci: Apollona i Artemidy. Tytanida poczuła się urażona i zgłosiła to swoim potomkom, prosząc o zemstę. W zemście bliźnięta zabiły dzieci Niobe, pozostawiwszy przy życiu jedynie Chloris i Amyklasa. Uczyniły to za pomocą swych strzał. Apolo raził nimi chłopców, Artemis zaś dziewczęta. Patrząc na śmierć swego rodzeństwa, jedyna ocalała dziewczynka zzieleniała ze strachu i stąd wzięło się jej imię Chloris, oznaczające po grecku Zielona.
Istnieje również inna wersja mitu, w którym Niobe jest córką nie Amfiona, a Asaona, i żoną Filottosa z Asyrii. Po śmierci męża na polowaniu Assaon zapragnął posiąść swą córkę, wbrew jej woli. Assaon zaprosił więc dzieci Niobe na ucztę, podczas której dokonał podpalenia swego pałacu, sprowadzając śmierć na swoje wnuki.
Po zbrodni ciała Niobidów leżały bez pogrzebu przez 10 dni. Jedenastego pogrzebali je sami bogowie. Ich nieszczęsna matka wróciła do swego ojca Tantala, do Sipylos, by w końcu stać się za sprawą bogów skałą. Z łez, którymi również po przemianie opłakiwała swych synów i córki, powstało źródło. Wersja z Assaonem kończy się podobnie lub też samobójstwem przez rzucenie się ze skały. Również Amfion nie przeżył śmierci swych dzieci. Reakcja żałoby zakończyła się śmiercią również dla stryja Niobidów, Zetosz.